# Nuse
Nuse (Nusa) ist eine indonesische Insel im Timorarchipel (Kleine Sundainseln). Administrativ bildet sie ein Dorf des Kecamatans (Distrikt) Ndao Nuse im Kabupaten (Regierungsbezirk) Rote Ndao (Provinz Ost-Nusa Tenggara).
Nuse liegt westlich der Insel Roti. Der einzige Ort auf der Insel heißt Sajadao. Nuse hat eine Fläche von 566 ha.